# Son ex et moi
Pour les articles homonymes, voir The Ex.
Pour plus de détails, voir Fiche technique et Distribution.
Son ex et moi (The Ex ; L'Ex au Québec) est un film américain de Jesse Peretz sorti en 2006.

## Synopsis
Tom est un trentenaire un peu désabusé qui doit affronter les difficultés d'un nouveau job dans la boîte de son beau-père dirigée par un gourou new-age, ses problèmes de couple après l'arrivée d'un bébé, la retraite prématurée de sa femme hyperactive et la concurrence d'un ex de sa femme légèrement psychopathe.

## Fiche technique
- Titre français : Son ex et moi
- Titre original : The Ex (titre de travail : Fast Track)
- Titre québécois : L'Ex
- Réalisation : Jesse Peretz
- Scénario : Michael Handelman et David Guion
- Musique : Edward Shearmur
- Directeur de la photographie : Tom Richmond
- Montage : Tricia Cooke, Jeff McEvoy et John Michel
- Distribution des rôles : Jeanne McCarthy
- Création des décors : John Paino
- Direction artistique : James Donahue
- Décorateur de plateau : Kate Kennedy
- Création des costumes : John A. Dunn
- Producteurs : Anthony Bregman, Anne Carey et Ted Hope (en)
- Coproducteur : Couper Samuelson
- Producteurs exécutifs : Ray Angelic, Marc Butan (en), Mark Cuban et Todd Wagner (en)
- Sociétés de production : The Weinstein Company, 2929 Productions (en) et This Is That Productions (en)
- Société de distribution : Metro-Goldwyn-Mayer et The Weinstein Company (États-Unis), M6 Vidéo (DVD) (France)
- Box-office  États-Unis : 3 093 394 dollars[1]
- Box-office  Mondial : 5 178 640 dollars [1]
- Genre : Comédie
- Pays :  États-Unis
- Langue : anglais - espagnol
- Durée : 90 minutes
- Dates de sortie : 
  -  États-Unis : décembre 2006 (première à Los Angeles), 11 mai 2007
  -  Allemagne : 8 février 2007 (European Film Market)
  -  France : 5 mars 2008 (sortie en DVD), 18 février 2009 (première diffusion TV)

## Distribution
- Zach Braff (VF : Laurent Vernin ; VQ : François Godin)[2] : Tom Reilly
- Amanda Peet (VF : Fanny Roy ; VQ : Anne Bédard)[2]: Sofia Kowalski
- Jason Bateman (VF : Olivier Cuvellier ; VQ : Martin Watier)[2] : Chip Sanders
- Charles Grodin (VF : Alexandre von Sivers ; VQ : Mario Desmarais)[2] : Bob Kowalski, le père de Sofia
- Mia Farrow (VQ : Claudine Chatel) : Amelia Kowalski, la mère de Sofia
- Donal Logue (VQ : Benoît Rousseau) : Don Wollebin
- Amy Poehler (VQ : Camille Cyr-Desmarais) : Carol Lane
- Fred Armisen (VF : Aurélien Ringelheim ; VQ : Sébastien Dhavernas) : Manny
- Lucian Maisel (de) (VQ : Samuel Hébert) : Wesley
- Paul Rudd (VQ : Benoit Éthier) : Leon
- Yul Vazquez (VQ : Manuel Tadros) : Paco
- Ian Hyland :  Stephen
- Amy Adams : Abby March
- Marin Hinkle : Karen
- Romany Malco : le docteur Hakim Oliver
- Robert John Burke : Colonel

## Autour du film
- Ce film marque le retour de Charles Grodin (Midnight Run, Beethoven) après treize ans d'absence.
- Son ex et moi a connu des critiques négatives aux États-Unis[3] et a connu un échec commercial, engrangeant seulement 3 millions de dollars de recettes sur le territoire américain[4].
- Le film est sorti directement en DVD en France.